# Rete tranviaria di Volžskij
La rete tranviaria di Volžskij è la rete tranviaria che serve la città russa di Volžskij.